# Seweryn Siemianowski
Seweryn Siemianowski (ur. 25 września 1975 w Bytomiu) – polski piłkarz występujący na pozycji pomocnika, trener i działacz piłkarski.

## Życiorys
Jest wychowankiem Ruchu Chorzów. W 1994 roku został wcielony do pierwszej drużyny. W I lidze zadebiutował 30 lipca w przegranym 0:1 spotkaniu z GKS Katowice. W 1995 roku spadł z klubem z ligi, a rok później wywalczył z Ruchem awans do I ligi. Ponadto w sezonie 1995/1996 zdobył z klubem Puchar Polski. W rundzie jesiennej sezonu 1996/1997 grał na wypożyczeniu w BKS Stal Bielsko-Biała, po czym wrócił do Ruchu Chorzów. Z chorzowskim klubem w 1998 roku dotarł do finału Pucharu Intertoto. W sezonie 1999/2000 był piłkarzem CKS Czeladź. Następnie z powodu urazu ręki pauzował przez prawie rok. Grę wznowił w rezerwach Ruchu Chorzów. Przed rozpoczęciem rundy wiosennej sezonu 2001/2002 wrócił do BKS Stal Bielsko-Biała. Ponadto w 2002 roku wyjechał na krótko do Stanów Zjednoczonych, gdzie pracował jako budowlaniec oraz grał w New Jersey Falcons.
Podjął, a następnie ukończył studia na AWF w Katowicach. W 2004 roku rozpoczął pracę w charakterze trenera UKS Ruch Chorzów. Był także trenerem Wyzwolenia Chorzów i Sarmacji Będzin, a także pracował jako nauczyciel wychowania fizycznego. W 2019 roku został prezesem Ruchu Chorzów.

## Statystyki ligowe
| Sezon         | Klub                   | Liga           | Mecze | Gole |
| ------------- | ---------------------- | -------------- | ----- | ---- |
| 1994/1995     | Ruch Chorzów           | I liga         | 15    | 0    |
| 1995/1996     | Ruch Chorzów           | II liga        | 10    | 0    |
| 1996/1997 (j) | BKS Stal Bielsko-Biała | III liga       | 18    | 3    |
| 1996/1997 (w) | Ruch Chorzów           | I liga         | 6     | 0    |
| 1997/1998     | Ruch Chorzów           | I liga         | 14    | 0    |
| 1998/1999     | Ruch Chorzów           | I liga         | 16    | 0    |
| 1999/2000     | CKS Czeladź            | III liga       | 23    | 3    |
| 2001/2002 (j) | Ruch II Chorzów        | klasa okręgowa | ?     | ?    |
| 2001/2002 (w) | BKS Stal Bielsko-Biała | IV liga        | ?     | ?    |